# Kosaka (Akita)
Kosaka (小坂町 Kosaka-machi?) es un pueblo localizado en la prefectura de Akita, Japón. En octubre de 2018 tenía una población de 4.971 habitantes y una densidad de población de 24,6 personas por km². Su área total es de 201,70 km².

## Geografía

### Municipios circundantes
- Prefectura de Akita
  - Kazuno
  - Ōdate
- Prefectura de Aomori
  - Hirakawa
  - Towada

## Demografía
Según datos del censo japonés, la población de Kosaka ha disminuido en los últimos años.
| Año del censo | Población |
| ------------- | --------- |
| 1995          | 7.703     |
| 2000          | 7.171     |
| 2005          | 6.824     |
| 2010          | 6.054     |
| 2015          | 5.339     |